# Looky, Looky
Singles de Giorgio
Yummy, Yummy, Yummy
(1968) Moody Trudy
(1969)
Looky, Looky est une chanson interprétée par Giorgio Moroder sous le mononyme de « Giorgio ». Elle est sortie en 45 tours le 24 mars 1969 chez Hansa Records et figure sur son premier album That's Bubblegum - That's Giorgio. En France, le 45 tours est sorti sur le label Disc'AZ.
La chanson rencontre notamment le succès en France, en Afrique du Sud et en Israël, où elle se classe en tête des hit-parades, ainsi qu'en Belgique, au Brésil, en Espagne et en Suisse. Le 45 tours s'est vendu à plus d'un million d'exemplaires et a permis à Moroder d'obtenir des disques d'or de l'Afrique du Sud, de l'Argentine, du Brésil et de la France en 1970,.

## Contexte
C'est avec Looky, Looky, en tant que chanteur, que Moroder acquiert pour la première fois la popularité. La chanson, dont le son a été comparé à celui des Beach Boys, est très différente des sons disco et de synthétiseurs que Moroder créera plus tard en tant qu'auteur-compositeur et producteur de disques.
Moroder a interprété seul les paroles et joue tous les instruments. Seules les paroles du refrain de la chanson — inspirées de la chanson Papa-Oom-Mow-Mow des Rivingtons — sont interprétées par un ami de longue date de Moroder, le chanteur et co-interprète Michael Holm, qui aurait offert ses services en échange d'un gros steak.

## Listes des pistes
| A. | Looky, Looky   | Giorgio Moroder, Peter Rainford | 2:39 |
| B. | Happy Birthday | Moroder, Fred Jay               | 2:13 |

## Classements
| Classement (1969–71)                    | Meilleure position |
| --------------------------------------- | ------------------ |
| Afrique du Sud (Springbok Top 20)       | 1                  |
| Allemagne de l'Ouest (Media Control)    | 26                 |
| Belgique (Flandre Ultratop 50 Singles)  | 16                 |
| Belgique (Wallonie Ultratop 50 Singles) | 4                  |
| Brésil (IBOPE)                          | 6                  |
| Espagne (El Musical)                    | 2                  |
| France (CIDD)                           | 1                  |
| France (SNEP)                           | 4                  |
| Israël (IBA)                            | 1                  |
| Pays-Bas (Nederlandse Top 40)           | 55                 |
| Suisse (Schweizer Hitparade)            | 3                  |

| Classement (1969) | Position |
| ----------------- | -------- |
| France (SNEP)     | 21       |

| Classement (1971)                 | Position |
| --------------------------------- | -------- |
| Afrique du Sud (Springbok Top 20) | 6        |